# Дужик Віталій Вадимович
Віталій Вадимович Дужик (8 жовтня 2000, с. Жидичин
, Ківерцівський район, Волинська область) — український музикант, мультиінструменталіст, учасник гуртів «Kalush Orchestra» та «Etno Gen».

## Життєпис
Віталій Дужик народився 8 жовтня 2000 року в селі Жидичин, Ківерцівського району (нині Луцького району), Волинської області.
Батько — Вадим Дужик, головний спеціаліст відділу екології Луцької міської ради.
Мати — Івана Дужик, вчитель історії, правознавства та громадянської освіти, в Жидичинському ліцеї №31. 
З 2006 по 2015 рік навчається в Жидичинській  ЗОШ I-III ступеня (нині Жидичинський ліцей №31).
З 2008 по 2015 рр. навчається в Маяківській ДМШ на відділі народних інструментів та фортепіано (закінчив з відзнакою).
З 2015 по 2019 рр. навчається у Волинському фаховому коледжі культури і мистецтв імені І.Ф.Стравінського по класу сопілки, на відділі народні інструменти (закінчив з відзнакою).
З 2017 по 2019 рр. працює викладачем по класу сопілки в  Гіркополонківській ДМШ.
З 2019 року навчається на кафедрі музичного мистецтва, секція музичного фольклору Київського національного університету культури і мистецтв. Учасник студентського ансамблю «Кралиця».
Протягом 2021 року працює у концертно-театральному закладі культури Український академічний фольклорно-етнографічний ансамбль «Калина», на посаді артиста оркестру народних інструментів вищої категорії.
Наразі проживає в Києві.

## Музична творчість
Разом з Євгенією Мазуренко у 2021 році Віталій засновує фолк-дует «Non-trivial», який в тому ж році бере участь у талант-шоу «Україна має талант», з піснею «Лебедонька», виступ отримує три «ТАК» від суддів проєкту.
У 2021 році фолк-дует «Non-trivial» бере участь у Міжнародному фестивалі-конкурсі мистецтв «Джерело Надії» (м. Київ), в номінації фольклорний жанр, з піснею «Шумлять верби», де отримує Гран-прі.
У 2021 році фолк-дует «Non-trivial» бере участь у VII Відкритому  фестивалі-конкурсі сучасної патріотичної пісні «Шамраївські зорі» (м. Сквира), де також отримує Гран-прі.
У 2021 році Віталій стає учасником гурту «Kalush Orchestra», як мультиінструменталіст. У цьому ж році гурт отримує право представляти Україну на Пісенному конкурсі Євробачення 2022 з піснею «Стефанія». 14 травня 2022 року гурт стає переможцем «Євробачення-2022» в Турині.
У 2022 році, разом з Євгенією Мазуренко, Віталій створює новий гурт «Etno Gen», до  якого доєднується гітарист Сергій Радіон. В «Etno Gen» поєднується традиційне з сучасним жанром популярної музики.

## Пісенний конкурс «Євробачення»
14 травня 2022 року Віталій Дужик у складі гурту «Kalush Orchestra», який стає переможцем пісенного конкурсу «Євробачення», виконує партії сопілки та беквокалу в пісні «Стефанія».

## Співпраця
Співпраця: Kalush Orchestra, Non Trivial, EtnoGen.

## Інтерв'ю
- 12 канал в гостях у переможця «Євробачення»
- Учасник гурту «Кalush orchestra» лучанин Віталій Дужик про перемогу і зйомки у зруйнованому Ірпені

## Відео
- Kalush Orchestra, або Як ми перестали хвилюватися і виграли Євробачення під час війни | ФІЛЬМ
- Unique beat-box-flute player Vitaly Duzhik, Kalush Orchestra. Ukraine Віталій Дужик Калуш сопілка
- В селищі на Волині, де виріс учасник Kalush Orchestra, радіють перемозі та роблять ремікси
- Викладач трьох волинян, учасників Kalush Orchestra, розповів, якими вони були під час навчання
- Віталій Дужик - головний мотиватор Kalush Orcestra
- Віталій Дужик – лучанин, один з учасників гурту Kalush Orchestra
- Віталій Дужик. звучить - "Дримба", ("Варган")
- Музикант з Kalush Orchestra грав на сопілці у Луцьку, а його проганяли (відео)
- Прямий ефір: Віталій Дужик та Олександр Кондратюк, музиканти «Kalush Orchestra», студенти ФММ КНУКіМ
- Фолк-дуэт сочетает традиционное с современным – Україна має талант 2021 – Выпуск 1 | ПЕРВЫЙ КАСТИНГ